# Urtats
Urteberri est le mot basque désignant le « Nouvel an ». C'est ainsi que l'on désigne le premier jour de l'année dans divers villages du Pays basque. 
Dans ces villages, après les douze coups de minuit, lorsque l'année débute, on recueille à la fontaine les toutes premières eaux. On croit que recueillie à ce moment-là, l'eau possède des vertus extraordinaires. C'est pour cela qu'à Lekaroz, dans la vallée du Baztan (Navarre), les enfants la répartissent dans les maisons. Dans d'autres villages il en va de même si l'on en juge par les chansons de quête de ce jour-là. Ainsi, à Elizondo (Navarre) on chante ceci:
« Urte berri, berri, zer dakarrakazu berri ? uraren gaña, bakia ta osasuna, urtes, urtes !. »
« Année nouvelle, nouvelle, qu'apportes-tu de neuf ? la fleur de l'eau, la paix et la santé, urtes, urtes !. »
On croit que le tronc, Gabonzuzi, qui se consume dans plusieurs foyers la nuit de Noël ou la dernière nuit de l'année, a également des vertus surnaturelles. C'est au même type de croyance que répond par exemple le fait de placer le tronc, le premier de l'an, sur le seuil de la porte principale de la maison. On y fait passer par-dessus les animaux domestiques.
Il est possible que dans le fond de ces pratiques populaires gisent des mythes solaires, ainsi que d'autres liés à la terre mère d'où jaillissent les eaux, symbole d'abondance (voir également Urtezar, Gabonzaar).

## Étymologie
Urteberri signifie « Nouvel an » en basque, de urte (« an) et berri (« nouveau, neuf »). le suffixe a désigne l'article: urteberria se traduit donc par « le nouvel an, la nouvelle année ».